# House of the Dead
House of the Dead is een Duits-Canadees-Amerikaanse horrorfilm uit 2003 geregisseerd door Uwe Boll. De film is gebaseerd op het Sega-computerspel The House of the Dead uit 1996.

## Verhaal
Een groep studenten strandt na een feestje op het eiland Isle de la morta (Spaans voor Eiland van de dood).

## Rolverdeling
- Jonathan Cherry - Rudolph "Rudy" Curien
- Ona Grauer - Alicia
- Enuka Okuma - Karma
- Tyron Leitso - Simon
- Will Sanderson - Greg
- Clint Howard - Salish
- Jürgen Prochnow - Captain Victor Kirk

## Ontvangst
De film ontving erg slechte recensies. Rotten Tomatoes plaatste het op een lijst van slechtst gerecenseerde film van de 2000s en Time noemde het een van de slechtste films gebaseerd op computerspelen.